# 比尔西
比尔西（Bilsi），是印度北方邦Budaun县的一个城镇。总人口23564（2001年）。

## 人口
该地2001年总人口23564人，其中男性12414人，女性11150人；0—6岁人口4358人，其中男2318人，女2040人；识字率44.88%，其中男性为51.70%，女性为37.29%。